# Krinítxnoie (Bélgorod)
|  | Per a altres significats, vegeu «Krinítxnoie». |

Krinítxnoie - Криничное (rus) - és un poble de l'óblast de Bélgorod, a Rússia. El 2010 tenia 290 habitants. Pertany al districte (raion) de Rakítnoie.